# Moselle Open 2011 - Qualificazioni singolare
Le qualificazioni del singolare del Moselle Open 2011 sono state un torneo di tennis preliminare per accedere alla fase finale della manifestazione. I vincitori dell'ultimo turno sono entrati di diritto nel tabellone principale. In caso di ritiro di uno o più giocatori aventi diritto a questi sono subentrati i lucky loser, ossia i giocatori che hanno perso nell'ultimo turno ma che avevano una classifica più alta rispetto agli altri partecipanti che avevano comunque perso nel turno finale.

## Partecipanti

### Teste di serie
1. Miša Zverev (ultimo turno)
2. Igor Sijsling (qualificato)
3. Conor Niland (primo turno)
4. Jonathan Dasnières de Veigy (qualificato)

1. Michael Ryderstedt (ultimo turno)
2. Mathieu Rodrigues (qualificato)
3. Nicolas Renavand (qualificato)
4. Yann Marti (ultimo turno)

### Qualificati
1. Mathieu Rodrigues
2. Igor Sijsling

1. Nicolas Renavand
2. Jonathan Dasnières de Veigy

## Tabellone

### Sezione 1
|  | Primo turno | Primo turno       | Primo turno       | Primo turno | Primo turno |  |  | Ultimo turno | Ultimo turno      | Ultimo turno      | Ultimo turno | Ultimo turno |  |
|  |             |                   |                   |             |             |  |  |              |                   |                   |              |              |  |
|  | 1           | Miša Zverev       | Miša Zverev       | Miša Zverev | Miša Zverev |  |  |              |                   |                   |              |              |  |
|  |             | bye               | bye               | bye         | bye         |  |  | 1            | Miša Zverev       | Miša Zverev       | 3            | 5            |  |
|  |             | Kevin Botti       | Kevin Botti       | 2           | 1           |  |  | 6            | Mathieu Rodrigues | Mathieu Rodrigues | 6            | 7            |  |
|  | 6           | Mathieu Rodrigues | Mathieu Rodrigues | 6           | 6           |  |  |              |                   |                   |              |              |  |

### Sezione 2
|  | Primo turno | Primo turno        | Primo turno        | Primo turno | Primo turno |  |  | Ultimo turno | Ultimo turno       | Ultimo turno | Ultimo turno | Ultimo turno |  |
|  |             |                    |                    |             |             |  |  |              |                    |              |              |              |  |
|  | 2           | Igor Sijsling      | Igor Sijsling      | 7           | 6           |  |  |              |                    |              |              |              |  |
|  |             | André Sá           | André Sá           | 65          | 3           |  |  | 2            | Igor Sijsling      | 7            | 4            | 6            |  |
|  |             | Adil Shamasdin     | Adil Shamasdin     | 0           | 0           |  |  | 5            | Michael Ryderstedt | 64           | 6            | 2            |  |
|  | 5           | Michael Ryderstedt | Michael Ryderstedt | 6           | 6           |  |  |              |                    |              |              |              |  |

### Sezione 3
|  | Primo turno | Primo turno      | Primo turno      | Primo turno | Primo turno |  |  | Ultimo turno | Ultimo turno     | Ultimo turno     | Ultimo turno | Ultimo turno |  |
|  |             |                  |                  |             |             |  |  |              |                  |                  |              |              |  |
|  | 3           | Conor Niland     | Conor Niland     | 3           | 4           |  |  |              |                  |                  |              |              |  |
|  |             | Frank Moser      | Frank Moser      | 6           | 6           |  |  |              | Frank Moser      | Frank Moser      | 4            | 65           |  |
|  |             | Tristan Lamasine | Tristan Lamasine | 5           | 2           |  |  | 7            | Nicolas Renavand | Nicolas Renavand | 6            | 7            |  |
|  | 7           | Nicolas Renavand | Nicolas Renavand | 7           | 6           |  |  |              |                  |                  |              |              |  |

### Sezione 4
|  | Primo turno | Primo turno                 | Primo turno                 | Primo turno | Primo turno |  |  | Ultimo turno | Ultimo turno                | Ultimo turno | Ultimo turno | Ultimo turno |  |
|  |             |                             |                             |             |             |  |  |              |                             |              |              |              |  |
|  | 4           | Jonathan Dasnières de Veigy | Jonathan Dasnières de Veigy | 6           | 6           |  |  |              |                             |              |              |              |  |
|  | WC          | Alexander Zverev            | Alexander Zverev            | 1           | 1           |  |  | 4            | Jonathan Dasnières de Veigy | 6            | 62           | 6            |  |
|  | WC          | Tristan Gabriel             | Tristan Gabriel             | 2           | 4           |  |  | 8            | Yann Marti                  | 3            | 7            | 4            |  |
|  | 8           | Yann Marti                  | Yann Marti                  | 6           | 6           |  |  |              |                             |              |              |              |  |